# La Collada (Balenyà)
La Collada és una masia del terme municipal de Balenyà, a la comarca catalana d'Osona.
Està situada a prop i al sud del Coll de la Pollosa, a llevant del Pla de Querol i a prop i al nord-oest del Castellar.